# Мала Тернівка (річка)
Мала Тернівка — річка в Україні, в межах Лозівського району Харківської області та Юр'ївського і Павлоградського районів Дніпропетровської області. Права притока Самари (басейн Дніпра).

## Опис
Довжина 55 км, площа басейну 738 км². Долина трапецієподібна, завширшки 2,5—3 км. Річище помірно звивисте, його ширина в середній течії 5 м. Похил річки 0,9 м/км. У верхів'ї часто пересихає. Споруджено кілька ставків. Праві береги річки вищі та крутіші, ліві — переважно пологі.

## Розташування
Витоки розташовані на захід від міста Лозова, біля села Нової Іванівки. Річка тече територією Придніпровської низовини переважно на південний захід. Впадає до Самари на північний захід від села Вербки, що на північ від Павлограда.

## Притоки
- Литовщина, Водяна, Водяна (ліві); Дубова (праві).

## Населені пункти
Над річкою розташовані такії села і селища, від витоків до гирла: Нова Іванівка, Олексіївка, Миколаївка, Мар'ївка, Кіндратівка, Катеринівка, Жемчужне, Бразолове, смт Юр'ївка, Весела Гірка, Призове, Вербуватівка, Нижнянка, Морозівське.